# Medium Rare
Albums de Foo Fighters
Wasting Light
(2011) Sonic Highways
(2014)
Medium Rare est une compilation de reprises du groupe américain de rock Foo Fighters publiée le 16 avril 2011 pour le Record Store Day. C'est une édition limitée en vinyle.
Toutes les chansons figurent déjà sur des faces-B de singles précédemment publiés en dehors de Bad Reputation et This Will Be Our Year qui ont été ré-enregistrées et de Young Man Blues qui est une version en concert. Les nouveaux abonnés au Q magazine ont reçu le CD de la compilation, qui ne contient pas Darling Nikki.

## Liste des chansons
| No  | Titre                                                                                                   | 1re Apparition               | Durée |
| --- | --- | ---------------------------- | ----- |
| 1.  | Band on the Run (reprise des Wings)                                                                     | Radio 1 Established 1967     | 5:08  |
| 2.  | I Feel Free (reprise des Cream)                                                                         | Single DOA                   | 2:56  |
| 3.  | Life of Illusion (reprise de Joe Walsh)                                                                 | Single Times Like These      | 3:40  |
| 4.  | Young Man Blues (reprise de Mose Allison - Concert à Austin City Limits)                                | VH1 Rock Honors              | 5:28  |
| 5.  | Bad Reputation (reprise de Thin Lizzy)                                                                  | -                            | 2:33  |
| 6.  | Darling Nikki (reprise de Prince et The Revolution)                                                     | Single Have It All           | 3:24  |
| 7.  | Down in the Park (reprise de Gary Numan et Tubeway Army)                                                | Songs in the Key of X        | 4:07  |
| 8.  | Baker Street (reprise de Gerry Rafferty - Concert à BBC Radio 1, Evening Session du 30 avril 1997)      | Single My Hero               | 5:39  |
| 9.  | Danny Says (reprise de Ramones avec Gregg Bissonette à la batterie)                                     | Bonus sur One by One         | 2:59  |
| 10. | Have a Cigar (reprise de Pink Floyd avec Brian May)                                                     | B.O. de Mission impossible 2 | 4:15  |
| 11. | Never Talking to You Again (reprise de Hüsker Dü - Concert à Hamburg, le 1er décembre 2002)             | Single Low                   | 1:45  |
| 12. | Gas Chamber (reprise de The Angry Samoans - Concert à BBC Radio 1, Evening Session du 23 novembre 1995) | Single Big Me                | 0:57  |
| 13. | This Will Be Our Year (reprise de The Zombies)                                                          | -                            | 2:44  |